# بستان العارفین وتحفة المریدین
بستان العارفین و تحفة المریدین کتابی کهن به فارسی دربارهٔ صوفی‌گری در حوزهٔ خراسان است از نویسنده‌ی او تا سال ها خبری نبود. صفحه آخر و اول این کتاب کنده شده به همین دلیل نویسنده آن معلوم نبوده است. مؤلف آن احتمالاً ابو یزید طیفوربن عیسی بن ادم بن سروشان بسطامی معروف به بایزید بسطامی است